# Малая Купта
Малая Купта (мар. Изи Купто) — деревня в Мари-Турекском районе Республики Марий Эл. Входит в состав муниципального образования Городское поселение Мари-Турек.

## География
Деревня находится на востоке республики, недалеко от Кировской области, соседствует с деревнями Мари-Купта и Аимково. Рядом находится пруд.

## Население
| 2002 | 2010 | 2011 |
| ---- | ---- | ---- |
| 83   | ↘68  | ↗72  |

Национальный состав
Население — марийцы, некоторые из которых придерживаются традиционных языческих воззрений.

## Экономика
Население в основном работает в ОАО «Мари-Турекское РТП» и других организациях Мари-Турека.

## Инфраструктура
В деревне одна улица — Малая Купта.